# Supercopa d'Espanya de futbol 1991
La Supercopa d'Espanya de futbol 1991, va ser la 10a edició de la Supercopa d'Espanya de futbol, una competició futbolística que enfronta el campió de la lliga espanyola amb el de la copa. En aquesta ocasió es va disputar a doble partit. El 15 d'octubre de 1991 es va jugar l'anada al camp del campió de la copa 1990-91, l'At. Madrid, amb victòria del Barça per 0 a 1. La tornada, jugada el 29 d'octubre de 1991 al camp del campió de la lliga 1990-91, el FC Barcelona, va posar fi a empat a 1.
El Barça va ser el campió de la competició, després de guanyar per 2 a 1, en total.

## Participants
| Equip        | Raó de la classificació    | Participacions anteriors (la negreta indica que la van guanyar) |
| ------------ | -------------------------- | --------------------------------------------------------------- |
| FC Barcelona | Campió de la lliga 1990-91 | 4 (1983, 1985, 1988, 1990)                                      |
| At. Madrid   | Campió de la copa 1990-91  | 1 (1985)                                                        |

## Partits

### Anada
| Atlètic de Madrid | 0–1 | FC Barcelona |
| ----------------- | --- | ------------ |
|                   |     | Amor 86'     |

### Tornada
| FC Barcelona | 1–1 | Atlètic de Madrid |
| ------------ | --- | ----------------- |
| Bakero 69'   |     | Alfredo 39'       |

## Campió
| Campió de la Supercopa d'Espanya 1991 |
| ------------------------------------- |
| FC Barcelona 2n títol                 |